# Halušky
Els halušky (haluška en singular) són un aliment en forma de pasta semblant als nyoquis italians, molt tradicionals en les cuines dels països de l'est, com Eslovàquia, Hongria i Ucraïna. Els halušky són un dels ingredients principals del plat nacional eslovac bryndzové halušky.

## Característiques
Tot i la gran varietat d'una regió a una altra, la recepta de base conté patata ratllada i barrejada amb farina, sal i de vegades amb ou, que fa tot una massa. És costum que aquesta massa resultant es faci passar per un tamís especial amb forats grans, on els trossos cauen en aigua bullent, i formen una pasta de mida petita.
Se solen servir de formes diferents depenent de la regió, però per regla general inclou col picada, cebes i mantega. Antigament, no hi havia instrument per elaborar els halušky, així que la massa es tallava en una fusta amb un ganivet, i es vessava directament sobre aigua bullent.